# Peter Faber
Peter (døbt Peder) Christian Frederik Faber (født 7. oktober 1810 i København, død 25. april 1877 i København) var en dansk telegraf-pionér. Han huskes dog først og fremmest for sin sangskrivning. Af de mest kendte kan nævnes 'Højt fra træets grønne top', ‘Sikken voldsom trængsel og alarm’ samt ‘Dengang jeg drog afsted’. Faber var også amatørfotograf, og han er krediteret for at have taget det ældste registrerede fotografi i Danmark. Peter Faber er begravet på Assistens Kirkegård.

## Opvækst
Peter Faber kom fra en gammel håndværkerslægt, hvilket høres i navnet (Faber er latinsk for smed). Han var søn af klejnsmeden Rasmus Hjort Faber (ca. 1764-1848) og af Ane Margrethe Westphal (ca. 1768-1831). Han var den yngste af syv børn og havde i alt fire søstre og to brødre (hvoraf den ene døde som barn). Storebroderen blev, som sin far, smed, hvilket stillede Peter fri til at forfølge andre muligheder. Peter fik derfor lov til at fortsætte sin skolegang, efter han havde gennemført de obligatoriske syv år.

## Uddannelse
Som følge af gunstige forhold i faderens forretning, var der penge nok til at sende den unge Peter på en af de finere læreanstalter. Han blev optaget på det von Westenske Institut, og gik herfra som familiens første student som syttenårig. I 1830 blev han cand.phil. og fem år senere startede han sine studier på den Polytekniske Læreanstalt i København. Her modtog han bl.a. undervisning i fysik af datidens store fysiker H.C. Ørsted og i 1840 kunne Faber kalde sig selv cand.polyt. udi ‘anvendt Naturvidenskab’.
Videre herfra assisterede han H.C. Ørsted i hans forsøg med anvendelsen af galvanisering og forgyldning i industriel sammenhæng. Med anbefalinger fra Ørsted, modtog Faber penge til studier i udlandet, og rejste i 1842 til både Paris, Frankfurt og Wien som led i sine studier.

## Tiden på Borchs Kollegium
Som 31-årig flyttede Peter Faber hjemmefra og ind på Borchs Kollegium i Store Kannikestræde. Selvom disse år gik med fysikforsøg, fandt Peter og hans medkollegianere også plads til fornøjelser, og det er i disse år, at Peters digteriske evner for alvor blev sat i spil. Man kan således finde sange, tegninger og diverse dokumenter fra årene på kollegiet. Disse havde Peter frembragt til diverse arrangementer på kollegiet.
Efter tre år forlod Peter kollegiet, da han skulle giftes med smededatteren Franzine Petrine Eibye (1814 - 1902). Udover at være mand og kone var Peter og Franzine ligeledes svoger og svigerinde, da Peters bror var gift med Franzines søster. Sammen fik Franzine og Peter syv børn, hvoraf vi kender den ældste Andreas William Faber, der blev forfatter.

## Telegrafdirektør
I 1845 blev Faber inspektør ved Polyteknisk Læreanstalt, hvor han nøje fulgte udviklingen indenfor elektromagnetisk telegrafi. Sammen med H.C. Ørsted udfærdigede han en rapport omhandlende muligheden for etablering af et dansk telegrafnet. Da der senere blev oprettet en linje mellem Helsingør og Hamburg, blev han udnævnt til administrerende direktør. Under Fabers ledelse blev de eksisterende undergrundskabler hurtigt erstattet af telegrafmaster med hængende kabler. Desuden fik man langt flere telegrafstationer, og længden af ledningerne tidobledes. Man begyndte at bruge imprægnerede telegrafstolper, og ved hjælp af Bing & Grøndhahl blev der fremstillet en porcelænsisolator der til dags dato stadig benyttes (dog i forbedret udgave). Faber blev desuden også anerkendt for sit tekniske arbejde i internationale sammenhænge. Fra 1853 til sin død var han chef for telegrafetaten. Han var desuden den første i Danmark til at ansætte en kvinde i en tjenestemandsstilling. Dette var telegrafisten og forfatteren Mathilde Fibiger (1830-1872).

## Digterisk virke
‘‘Mol er ikke min Natur, Derfor slaar jeg an i Dur” - har Faber angiveligt selv ytret. Munterheden siges at være Fabers varemærke, hvilket også kan ses igennem hans digte. De mest kendte af Fabers tekster er julesangen ‘Højt fra træets grønne top’ (Juletræet) fra 1847 samt ‘Den tapre landsoldat’ (Dengang jeg drog afsted) fra 1848. Begge disse sange er formet af den samtid, Peter befandt sig i.
I ‘Højt for træets grønne top’ kan man således høre om hvordan det finere borgerskab, som Peter og hans familie på dette tidspunkt tilhørte, holdt jul anno 1847. I teksten optræder bl.a. Peters far, hans niecer, en nevø, sønnen Andreas William samt Sine (Franzine) der ‘er i kjøkkenet’. Året efter havde tiderne ændret sig og endnu et vers kom til verden. Danmark var nu i krig mod Tyskland, og verset om Henrik der skal være ‘Fændrik’ (fanebærer) blev tilføjet.
Ligeledes ses dette nationalistiske islæt i ‘Den tapre landsoldat’. Denne sang fik stor succes blandt befolkningen, da der i 1848 atter var røre i det danske land. Den 1. Slesvigske krig var begyndt, og danskerne havde brug for noget at samles om. Dette noget fandt de i Fabers sang (som han havde lavet i samarbejde med komponisten Emil Horneman). Sangen gjorde både Faber og Horneman til riddere af Dannebrog. Begge sange har Fabers muntre tone. Derudover har han også digtet teksterne til sangene i Elith Reumerts teaterstykke ‘Nøddebo Præstegård’ fra 1934.

## Fotografi
Det ældste fotografi, der er taget i Danmark, er krediteret Peter Faber. Hans daguerreotypi (tidlig måde at fotografere på) af Ulfeldts Plads (nu Gråbrødretorv) er udstillet på Københavns Museum. Billedet er spejlvendt, ganske som det er tilfældet med alle daguerreotypier, der er taget uden brug af et spejl. Undersøgelser har vist, at billedet kan dateres til 1840. Den lange eksponeringstid (ca 15 min i direkte sollys) forklarer, hvorfor den eneste person, der kan ses på billedet, er en sovende mand, for foden af Corfitz Ulfeldts skamstøtte.

## Værker
- "Højt fra træets grønne top" (Juletræet)
- "Sikken voldsom trængsel og alarm" (Julestemning)
- "Dengang jeg drog af sted" ("Den tapre landsoldat", 1848)
- "I går jeg fik min trøje"
- "Dengang jeg var en lille"
- "Den glade Svend", 1866 (i samarbejde med andre digtere)
- "Fiskevise", 1867
- "Ved kagen"
- "Sangfuglene"
- "Tivolivise" (i samarbejde med Adolph v.d. Recke, Adolph Steen og J.F. Hagen)
- "Punschens kemi" 17. juli 1843 (Borkens Lyre)